# 검출양자효율
검출양자효율(detective quantum efficiency, DQE) 또는 양자검출효율은 픽셀기반 방사선 디텍터의 종합적인 성능을 기술할 때 사용하는 척도중 하나이다. DQE는 입력 신호대잡음비의 제곱과 출력 신호대잡음비의 제곱의 비율로써 주파수역에서 계산된다.